# C/1964 N1 (Ikeya)
La comète C/1964 N1 (Ikeya) est une comète à longue période.

## Orbite
C/1964 N1 (Ikeya) tourne autour du Soleil en 391 ans environ. Elle est passée à son périhélie le 1er août 1964, elle repassera vers 2350.